# Dunbodi

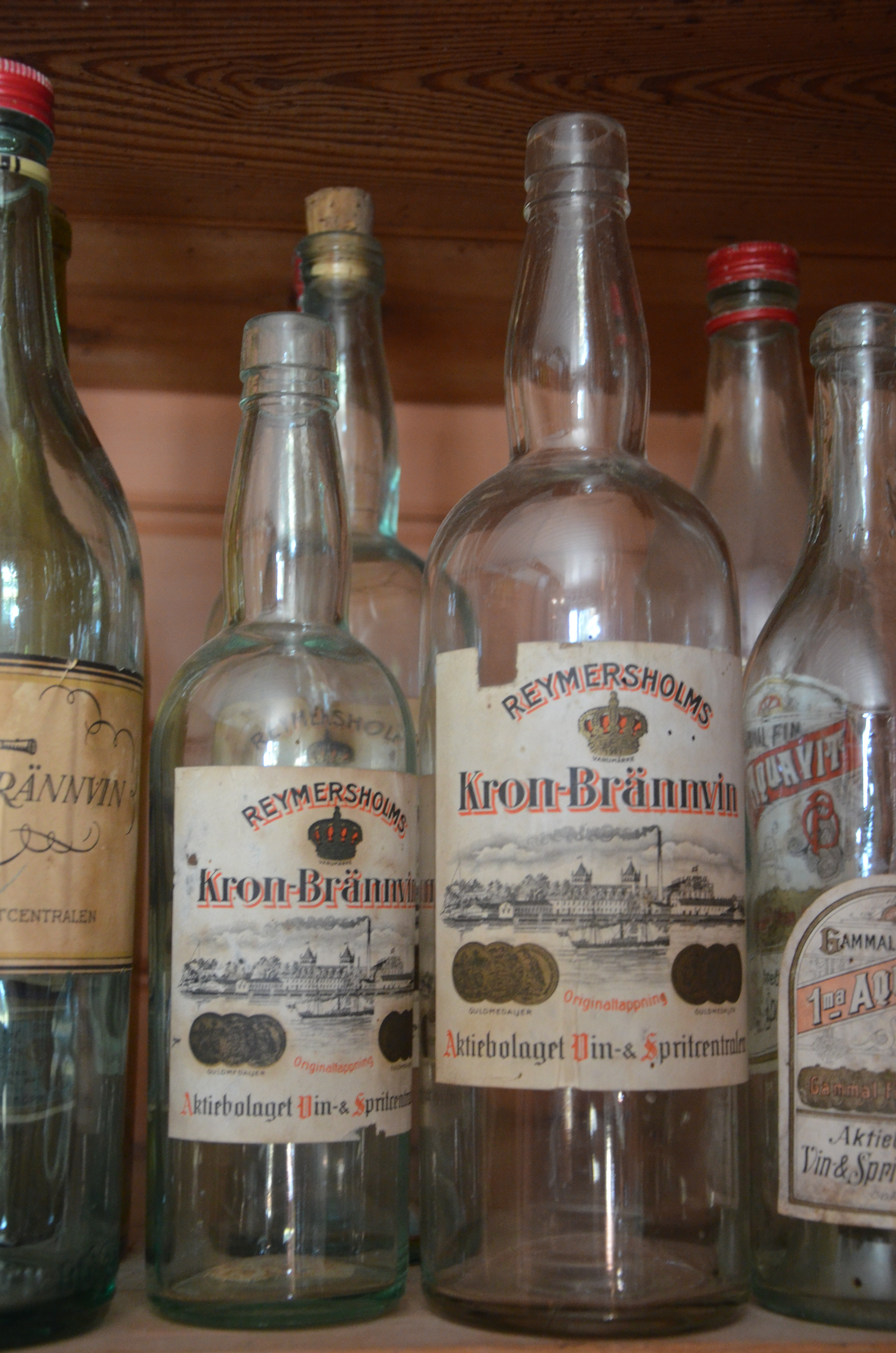
Reymersholms Kronbrännvinsflaskor i Dunbodi.

Dunbodi är ett privatägt lanthandelsmuseum i Dalhems socken på Gotland.
Museet, som ligger i tidigare Dune lanthandels lokaler, visar en butiksmiljö från tidigt 1900-tal. Lanthandeln byggdes 1904 av August Wilhelm Engström, på platsen för en äldre affärsbyggnad, och affärsverksamhet bedrevs här till 1974. År 1922 byggdes huset till med en bostadsvåning. 
Den siste handlaren, Gustaf Karlqvist, flyttade ur huset 1983. Byggnaden restaurerades exteriört och interiört 1986-88 och har sedan dess utnyttjats som bostad och lanthandelsmuseum. Den blev byggnadsminne i december 1986.